# Will Davis (Psychotherapeut)
Will Davis (* 21. August 1943 in New York City) ist ein US-amerikanischer Psychologe und Psychotherapeut, der das Instroke-Concept und die Points and Positions-Körpertechnik entwickelt hat, zwei körpertherapeutische Ansätze in der Tradition von Wilhelm Reich.
Er gründete die European Reichian School, die heute als Institute for Functional Analysis firmiert. Er gilt heute als innovativer Reichianer, der Positionen kreativ weiterentwickelt und besonders in der Körpertherapie hochspezialisiert ist.

## Leben und Werk
Davis absolvierte sein Psychologie-Studium am Albright College in Reading und am Springfield College in Springfield. Von 1966 bis 1970 arbeitete er als Sonderschullehrer für Kinder mit Verhaltensstörungen in New York City und in New Jersey, danach in Seattle. Parallel dazu absolvierte er Ausbildungen in Encounter-Technik und Gestalttherapie. 1975 eröffnete er eine eigene Praxis in Seattle, 1976 gründete er dort – gemeinsam mit Kollegen – das Crysalis Energy Center für alternative Heilmethoden. Schon während seiner Radix-Ausbildung bei Charles Kelley in L.A. und Ojai entwickelte er die Instroke-Methode als Komplementärmethode zur entladungsorientierten Reich'schen Radix-Arbeit. Dadurch wurden beide Phasen der Pulsation therapeutisch nutzbar. 1980 war er im Bereich Umweltmedizin in Kalifornien tätig. Seit 1983 unterrichtet Will Davis in den Vereinigten Staaten, Japan und ganz Europa. 1984 übersiedelte er nach München, 1986 nach Südfrankreich, wo er mit seiner Frau Lilian Annette Raabe und zwei Kindern auch heute noch lebt.
Will Davis setzte als erster Therapeut sogenannte energetisch orientierte „Instroke-Arbeit“ bei schizoiden und oralen Charakterstrukturen, sowie bei Borderline-Persönlichkeitsstörungen ein, bei denen Reich'sche „Entladungsarbeit“ nicht angebracht ist. Seine „Points & Positions“-Körpertherapie lenkt das Augenmerk auf die „existentiell-organismische Ebene“. In Davis’ Interpretation entstehen Frühstörungen aufgrund trauma- und stressbedingter „plasmatischer Kontraktionen“, weil zu dieser Zeit kein anderer Abwehrmechanismus vorhanden ist. Die „Funktionale Analyse“ ermöglicht dem Patienten sodann die Entwicklung „kognitiver und neuromuskulärer“ Abwehrformen.

## Deutschsprachige Publikationen
- (1988) Arbeiten mit dem Instroke. Ströme 2 (2): 12-20
- (1989) Arbeit aus einer energetischen Perspektive. Ströme 3: 6-26
- (1990) Übertragung. bukumatula 2: 14-23 und 3: 4-17
- (1991) Points and positions: Skizze einer neo-rechianischen Methodologie. Energie & Charakter 22 (4): 16-32
- (1992) Über die Arbeit mit der Vergangenheit. Ströme 5: 22-33
- (1997) Die biologischen Grundlagen des schizoiden Prozesses. bukumatula 3: 4-18
- (1999) Instroke und Neuordnung. In: Lassek (Hrsg.): Wissenschaft vom Lebendigen, Berlin 1999, 169-193

## Nachweise
1. ↑  Stumm, Pritz et al.: Personenlexikon der Psychotherapie. Wien, New York 2005, 98f.
2. ↑  Congress2001 workshop davis e.pdf (Memento vom 9. Januar 2016 im Internet Archive).